# هومیوپاتی نگاهی به وحشت‌های آلوپاتی

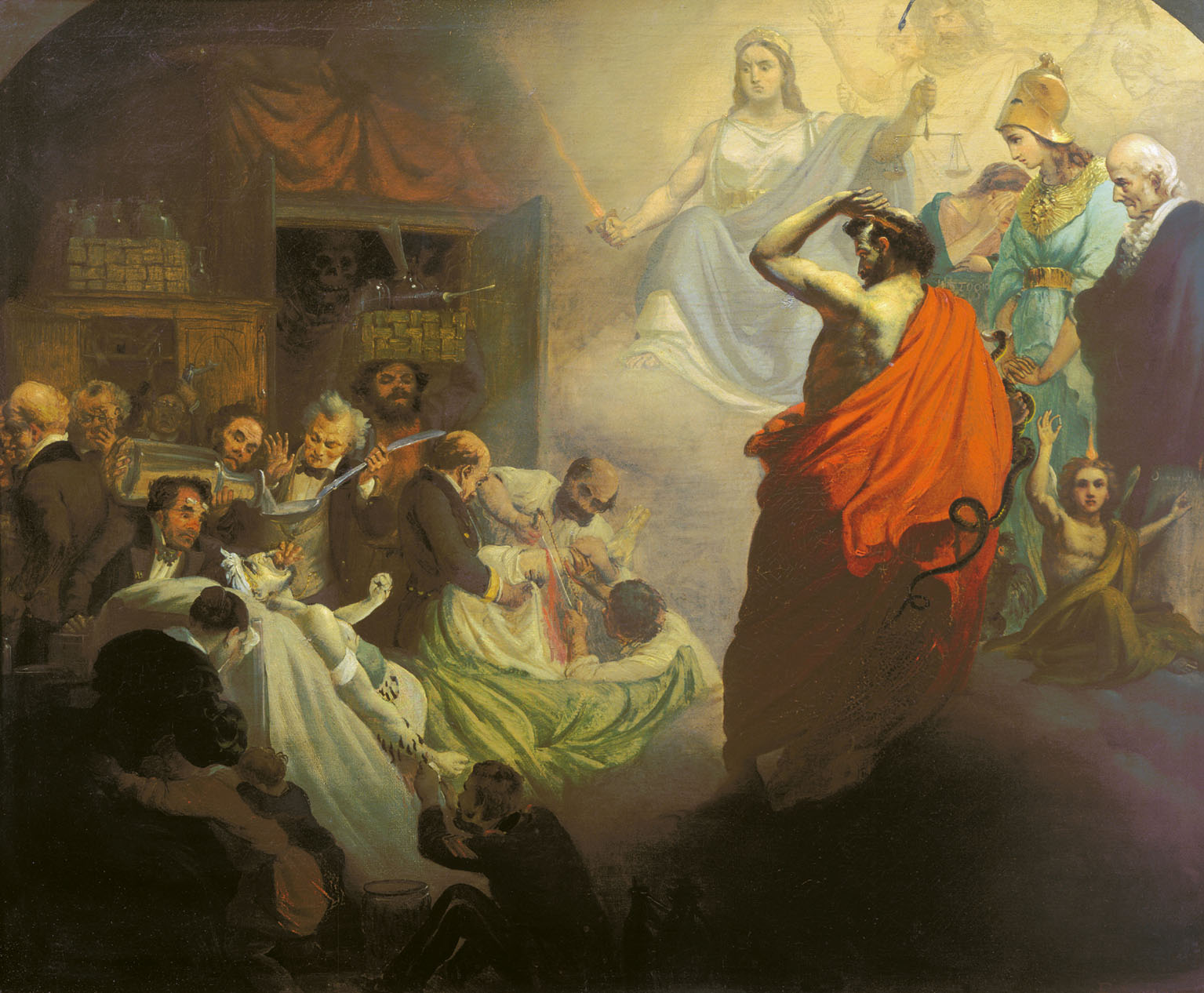
هومیوپاتی نگاهی به وحشت‌های آلوپاتی، نوشته الکساندر بیدمن (۱۸۵۷)

«هومیوپاتی نگاهی به وحشت‌های آلوپاتی» یک نقاشی تمثیلی اثر هنرمند روسی الکساندر بیدمن است که در سال ۱۸۵۷ کشیده شده است. این نقاشی متعلق به نگارخانه ترتیاکوف در مسکو، روسیه است. ابعاد این تصویر ۶۵٫۵ × ۷۷٫۳ سانتی‌متر است و شماره ثبت آن ۱۷۹۵ است. در قرن نوزدهم، این نقاشی با عنوان «پیروزی هومیوپاتی» نیز شناخته می‌شد. اثر بیدمن با نگاهی انتقادی به پزشکی رایج آن دوران، یعنی آلوپاتی، خلق شده و در آن، پزشکان آلوپات در حال درمان‌های خشن و غیرانسانی به تصویر کشیده شده‌اند. در مقابل، هومیوپاتی به‌عنوان روشی ملایم‌تر و انسانی‌تر معرفی می‌شود. ترکیب عناصر طنز، نقد اجتماعی، و نمادگرایی در این نقاشی، آن را به یکی از آثار شاخص در زمینهٔ بازنمایی دیدگاه‌های پزشکی قرن نوزدهم تبدیل کرده است. این اثر همچنین بازتابی از مناقشات علمی و فرهنگی آن دوره درباره روش‌های درمانی است و نشان می‌دهد که چگونه هنر می‌تواند به ابزاری برای بیان دیدگاه‌های فلسفی و اجتماعی بدل شود.

## تاریخچه
تصویر تمثیلی «هومیوپاتی نگاهی به وحشت‌های آلوپاتی»توسط الکساندر بیدمن در مونیخ در سال ۱۸۵۷ نقاشی شده است. به گفته هومیوپات (۱۸۶۵–۱۹۴۱)، این نقاشی به سفارش پدرش، یوجین گابریلوویچ (۱۸۳۵–۱۹۱۸)، که در آن زمان در مونیخ تحصیل می‌کرد، کشیده شد. این بوم نقاشی قبل از سال ۱۸۹۳ توسط پاول ترتیاکوف خریداری شد. در سال ۱۹۲۳، این تصویر در نمایشگاهی که به مناسبت بیست و پنجمین سالگرد درگذشت پاول ترتیاکوف برگزار شد، در گالری ترتیاکوف به نمایش گذاشته شد. همچنین یک نسخه ناتمام از این نقاشی وجود دارد که تا اوایل دهه ۱۹۷۰ در اختیار بیوه نیکلاس گابریلوویچ، لاریسا ماسلووا-گابریلوویچ (۱۸۹۴–۱۹۸۵) بود و سپس به یک مجموعه خصوصی در کمروو فروخته شد. در نوامبر ۲۰۱۵، ساختمان مهندسی گالری دولتی ترتیاکوف نمایشگاهی از این نقاشی را همزمان با کنفرانس «هنر در هومیوپاتی و هومیوپاتی در هنر» برگزار کرد.

## توضیحات
«حد مثبت صحنه» در سمت راست نقاشی قرار دارد. در پس‌زمینه، تصویری تمثیلی از هومیوپاتی در ابرها اوج می‌گیرد. در مقابل او، خدای پزشکی، اسکولاپیوس، با شنلی قرمز، قرار دارد که دست چپش را به نشانه خشم و عصبانیت بالا برده است. پشت سر او، الهه آتنا، که از علوم محافظت می‌کند، قرار دارد. در لبه سمت راست بوم، پزشک آلمانی ساموئل هانمن، بنیانگذار هومیوپاتی، قرار دارد. همه آنها با نارضایتی و خشم به کسانی که با آلوپاتی (پزشکی مدرن) در «حد منفی» مرتبط هستند، نگاه می‌کنند، که در سمت چپ نقاشی قرار دارد، جایی که پزشکان با بیمار بدرفتاری می‌کنند. یکی از پزشکان پای بیمار را اره می‌کند در حالی که همسر و فرزندان بیمار در گوشه پایین سمت چپ گریه می‌کنند، و چهره مرگ در آستانه در منتظر است.
این تصویر جایگاه هومیوپاتی را در قرن نوزدهم نشان می‌دهد، زمانی که ادعا می‌شد علمی‌تر از «پزشکی قهرمانانه» به شدت جزم‌اندیش آن دوره است، پزشکی‌ای که اغلب ضررش بیشتر از فایده‌اش بود، در حالی که به قول بن گلداکر، هومیوپاتی «حداقل در هیچ‌کدام از این دو مورد هیچ کاری نکرد». بر این اساس، این نقاشی، پزشکی مرسوم را به عنوان شیاد و شارلاتان به تصویر می‌کشد.